# Jarran Reed
Jarran Reed (Goldsboro, 16 dicembre 1992) è un giocatore di football americano statunitense che milita nel ruolo di defensive tackle per i Seattle Seahawks della National Football League (NFL).

## Carriera universitaria
Reed al college a football per due stagioni (2012-2013) all'East Mississippi Community College prima di trasferirsi agli Alabama Crimson Tide, con cui vinse il campionato NCAA nel 2015, annata che concluse con 57 tackle e un sack.

## Carriera professionistica

### Seattle Seahawks
Reed fu scelto nel corso del secondo giro (49º assoluto) del Draft NFL 2016 dai Seattle Seahawks. Debuttò come professionista subentrando nella gara del primo turno vinta contro i Miami Dolphins mettendo a segno 2 tackle e 2 passaggi deviati. Nella settimana 6 mise a segno il primo sack in carriera ai danni di Matt Ryan degli Atlanta Falcons. La sua stagione da rookie si chiuse con 31 tackle, 1,5 sack e 3 passaggi deviati in 15 presenze, 6 delle quali come titolare.
Nella sua seconda stagione, Reed diventò stabilmente titolare della difesa di Seattle. Forzò il primo fumble in carriera nel settimo turno contro i New York Giants in cui disputò una delle migliori prove dell'anno con 7 tackle e un sack. La sua annata si chiuse con 45 tackle e 1,5 sack in 15 presenze.
Nel 2018 Reed disputò sino a quel momento la sua migliore annata, classificandosi secondo nella squadra con 10,5 sack, oltre a 50 tackle.
Il 22 luglio 2019, Reed fu sospeso per 6 partite dalla lega per avere violato la politica di comportamento della lega per un incidente avvenuto nel 2017. I primi 1,5 sack della stagione li fece registrare nella vittoria del Monday Night Football della settimana 10 contro i precedentemente imbattuti San Francisco 49ers.
Il 16 marzo 2020, Reed firmò con i Seahawks un prolungamento biennale del valore di 23 milioni di dollari con i Seahawks. Nel penultimo turno guidò la difesa di Seattle con 2 sack nella vittoria sui Los Angeles Rams che diede ai suoi il titolo di division. Fu svincolato il 26 marzo 2021.

### Kansas City Chiefs
Reed firmò un contratto di un anno con i Kansas City Chiefs il 31 marzo 2021. Nell'unica stagione con la squadra disputò tutte le 17 partite come titolare, facendo registrare 43 tackle, 2,5 sack e 2 fumble forzati.

### Green Bay Packers
Il 23 marzo 2022 Reed firmò un contratto di un anno con i Green Bay Packers. In quella stagione disputò tutte le 17 partite, di cui 14 come titolare, con un nuovo primato personale di 52 tackle, 2,5 sack e un fumble forzato.

### Ritorno ai Seahawks
Il 14 marzo 2023 Reed firmò un contratto biennale da 10,8 milioni di dollari per fare ritorno ai Seahawks. Nel terzo turno mise a segno 8 placcaggi (di cui uno con perdita di yard), 3 quarterback hits e 1,5 sack su Andy Dalton, in una partita che l'allenatore Pete Carroll definì la migliore di Reed che avesse mai visto.
Il 9 marzo 2025 Reed firmò un nuovo contratto triennale del valore di 25 milioni di dollari.